# Kanton Dieulouard
Der Kanton Dieulouard war bis 2015 ein französischer Kanton im Arrondissement Nancy, im Département Meurthe-et-Moselle und in der Region Lothringen; sein Hauptort war Dieulouard. Letzter Vertreter im Generalrat des Départements war von 2001 bis 2015 Yvon Biston.

## Geographie
Das Gebiet des Kantons erstreckte sich entlang des linken Moselufers und über die westlich ansteigenden Hänge der Côtes de Moselle. Es schloss die Stadt Pont-à-Mousson halbkreisförmig ein.

## Lage
Der Kanton lag im Zentrum des Départements Meurthe-et-Moselle.

Lage des Kantons Dieulouard im Département Meurthe-et-Moselle
Lage des Kantons Dieulouard im Arrondissement Nancy

## Geschichte
Der Kanton wurde 1948 als Ausgliederung des Kantons Pont-à-Mousson gebildet.

## Gemeinden
Der Kanton bestand aus elf Gemeinden:
| Gemeinde                  | Einwohner Jahr | Fläche km² | Bevölkerungsdichte | Code INSEE | Postleitzahl |
| ------------------------- | -------------- | ---------- | ------------------ | ---------- | ------------ |
| Blénod-lès-Pont-à-Mousson | 4.420 (2013)   | 9,58       | 461 Einw./km²      | 54079      | 54700        |
| Dieulouard                | 4.572 (2013)   | 17,69      | 258 Einw./km²      | 54157      | 54380        |
| Fey-en-Haye               | 75 (2013)      | 7,05       | 11 Einw./km²       | 54193      | 54470        |
| Jezainville               | 942 (2013)     | 18,19      | 52 Einw./km²       | 54279      | 54700        |
| Maidières                 | 1.507 (2013)   | 1,81       | 833 Einw./km²      | 54332      | 54700        |
| Montauville               | 1.143 (2013)   | 16,19      | 71 Einw./km²       | 54375      | 54700        |
| Norroy-lès-Pont-à-Mousson | 1.248 (2013)   | 5,89       | 212 Einw./km²      | 54403      | 54700        |
| Pagny-sur-Moselle         | 4.095 (2013)   | 11,20      | 366 Einw./km²      | 54415      | 54530        |
| Prény                     | 370 (2013)     | 15,09      | 25 Einw./km²       | 54435      | 54530        |
| Vandières                 | 921 (2013)     | 12,35      | 75 Einw./km²       | 54546      | 54121        |
| Villers-sous-Prény        | 348 (2013)     | 6,17       | 56 Einw./km²       | 54579      | 54700        |

## Bevölkerungsentwicklung
| 1962   | 1968   | 1975   | 1982   | 1990   | 1999   | 2006   | 2012   |
| ------ | ------ | ------ | ------ | ------ | ------ | ------ | ------ |
| 15.377 | 17.583 | 18.222 | 19.005 | 19.833 | 19.845 | 19.703 | 19.508 |